# Arrondissement du Haut-Berg
L'arrondissement du Haut-Berg, en allemand Oberbergischer Kreis, est une division administrative allemande, située dans le land de Rhénanie-du-Nord-Westphalie.

## Situation géographique
L'arrondissement du Haut-Berg (Oberbergischer Kreis) est situé au sud du Land de Rhénanie-du-Nord-Westphalie et recouvre la région de collines de l'ancien duché de Berg dont vient son nom. Il est limitrophe des villes de Wuppertal et de Remscheid et des arrondissements d'Olpe, de La Marck, de l'Ennepe-Ruhr, du Rhin-Berg et du Rhin-Sieg ainsi que de l'arrondissement rhénano-palatien d'Altenkirchen (Westerwald).

## Histoire
L'arrondissement fut créé le 1er janvier 1975 par loi du 5 novembre 1974 en fusionnant l'ancien arrondissement de même nom avec des parties d'autres arrondissements dissouts.

## Communes
L'arrondissement de Haut-Berg compte 13 communes dont 7 villes :

communes de l'arrondissement

- Bergneustadt, ville
- Engelskirchen
- Gummersbach, ville
- Hückeswagen, ville
- Lindlar
- Marienheide
- Morsbach
- Nümbrecht
- Radevormwald, ville
- Reichshof
- Waldbröl, ville
- Wiehl, ville
- Wipperfürth, ville

## Politique

### Préfets (Landräte)
- 1932–1933: Gustav Haarmann
- 1933–1935: Gottfried Krummacher, NSDAP
- 1935–1945: Theodor Pichier, NSDAP
- 1945–1951: August Dresbach, CDU
- 1951–1952: Fritz Eschmann, SPD
- 1952–1956: Wilhelm Henn, CDU
- 1956–1961: Fritz Eschmann, SPD
- 1961–1964: Reinhard Kaufmann, CDU
- 1964–1969: Heinrich Schild, CDU
- 1969–1989: Hans Wichelhaus, CDU
- 1989–1994: Hans-Leo Kausemann, CDU
- 1994–1999: Herbert Heidtmann, SPD
- 1999–2004: Hans-Leo Kausemann, CDU
- 2004–2015: Hagen Jobi, CDU
- 2015–: Jochen Hagt, CDU

### Élections du préfet (Landrat)
|        | Scrutin du 12 septembre 1999 | Scrutin du 12 septembre 1999 | Scrutin du 12 septembre 1999 | Scrutin du 26 septembre 2004 | Scrutin du 26 septembre 2004 | Scrutin du 26 septembre 2004 |
| Parti  | Candidat                     | Votes                        | %                            | Candidat                     | Votes                        | %                            |
| ------ | ---------------------------- | ---------------------------- | ---------------------------- | ---------------------------- | ---------------------------- | ---------------------------- |
| CDU    | Hans-Leo Kausemann           | 67 093                       | 54,8 %                       | Hagen Jobi                   | 64 136                       | 52,8 %                       |
| SPD    | Heribert Rohr                | 49 900                       | 40,8 %                       | Ralf Wurth                   | 35 799                       | 29,5 %                       |
| Grünen |                              |                              |                              | Norbert Wolter               | 11 309                       | 9,3 %                        |
| FDP    |                              |                              |                              | Dr. Friedrich Wilke          | 10 189                       | 8,4 %                        |
| Indép. | Karl Heinz Vach              | 5 405                        | 4,4 %                        |                              |                              |                              |

### Élections du conseil (Kreistag)
|       | Scrutin du 26 septembre 2004 | Scrutin du 26 septembre 2004 | Scrutin du 26 septembre 2004 |
| Parti | Votes                        | %                            | Sièges                       |
| ----- | ---------------------------- | ---------------------------- | ---------------------------- |
| CDU   | 59 053                       | 48,6 %                       | 27                           |
| SPD   | 36 511                       | 30,1 %                       | 17                           |
| Grüne | 9 695                        | 8,0 %                        | 5                            |
| FDP   | 9 686                        | 8,0 %                        | 4                            |
| UWG   | 4 997                        | 4,1 %                        | 2                            |
| FWO   | 1 496                        | 1,2 %                        | 1                            |

## Juridictions
Juridiction ordinaire
- Cour d'appel (Oberlandesgericht) de Cologne
  - Tribunal régional (Landgericht) de Bonn
    - Tribunal cantonal de Waldbröl: Morsbach, Nümbrecht, Reichshof, Waldbröl

  - Tribunal régional de Cologne
    - Tribunal cantonal (Amtsgericht) de Gummersbach: Bergneustadt, Engelskirchen, Gummersbach, Marienheide, Wiehl
    - Tribunal cantonal de Wipperfürth: Hückeswagen, Lindlar, Radevormwald, Wipperfürth

Juridiction spéciale
- Tribunal supérieur du travail (Landesarbeitsgericht) de Cologne
  - Tribunal du travail (Arbeitsgericht) de Siegburg: l'arrondissement entier sauf Hückeswagen et Radevormwald
- Tribunal supérieur du travail de Düsseldorf
  - Tribunal du travail de Wuppertal: Hückeswagen, Radevormwald
- Tribunal administratif (Verwaltungsgericht) de Cologne
- Tribunal des affaires de Sécurité sociale (Sozialgericht) de Cologne